# یانگ یونگ-وی
یانگ یونگ-وی (انگلیسی: Yang Yung-wei; ۲۸ سپتامبر ۱۹۹۷) جودوکار اهل تایوان است.
از افتخارات وی می‌توان به کسب مدال نقره در بازی‌های المپیک تابستانی ۲۰۲۰ اشاره کرد.